# Цар Въглен
„Цар Въглен“, „Кралят на въглищата“ (на английски: King Coal) е роман от 1917 г. на Ъптон Синклер, който описва лошите условия на труд във въгледобивната индустрия в западната част на Съединените щати през второто десетилетие на XX век от гледна точка на един-единствен герой, Хал Уорнър. Книгата е базирана на въгледобивните стачки в Колорадо от 1913 – 1914 г. Продължението на „Кралят на въглищата“ е публикувано посмъртно под заглавието „Войната за въглищата“. Както и в по-ранното си произведение „Джунглата“, Синклер използва романа, за да изрази своята социалистическа гледна точка.

## Сюжет
Хал Уорнър, богат млад мъж, решен сам да открие истината за условията в мините, бяга от дома си и приема псевдонима „Джо Смит“. След като е отпратен от една въглищна мина от страх, че Хал е синдикален организатор, той получава работа в друга въглищна мина, управлявана от General Fuel Company или GFC. В мините той се сприятелява с много от работниците и осъзнава тяхната мизерия и експлоатация от ръцете на шефовете.
Той се сприятелява с Мери Бърк, която е страстен борец за правата на работниците. Баща ѝ е минен работник, който прекарва дните си в пиене и я оставя да се грижи за братята и сестрите ѝ. Тя и Хал се сближават, което разкъсва лоялността на Хал към годеницата му у дома.
След като се посвещава на каузата на работниците, той им казва, че ще се обърне към шефовете с молба да стане контрольор на кантар, който да измерва количеството въглища, но GFC, желаейки да измами работниците със заплащането им, назначава контрольор на кантар на компанията. В крайна сметка Хал е вкаран в затвора от маршала, когото Хал дразни заради условията в мините и го обвинява в корумпираност и несправедливост към работниците.
След експлозия в мините Хал търси Пърси Хариган, стар приятел, чийто баща, Питър Хариган, е собственик на General Fuel Company. Работниците организират стачка и синдикат, за да поискат правата си от шефовете, но спасителните операции продължават по-дълго от очакваното. Шефовете са по-загрижени за инструментите и оборудването, отколкото за миньорите. „Проклет да е човекът! Спасете Мулетата!“, казва един от шефовете.
Хал се обръща към Обединените миньори да подкрепят стачката, но те отказват, казвайки му, че стачката е примитивна и неочаквана и че подкрепата ѝ, когато току-що е започнала да участва в действия, би пропилела ресурсите на синдиката. На Хал е казано да изчака още няколко години, за да стачкуват другите синдикати, и само с мащабни действия синдикатите биха могли да спечелят. Хал е оставен да съобщи на работниците тъжната новина, но въпреки това работниците скандират името му (някои викат Джо Смит, а други Хал) заради това, че се е застъпил за тях.
След конфронтация с брат си Едуард Хал решава да се върне у дома и да посвети живота си на каузата на работниците. Хал си тръгва и заключава, че е влюбен в Мери Бърк.

## Цар Въглен в България
- Синклер, Ъптон. Цар Въглен.   София, Профиздат, 1979. с. 371. (на български)